# San García de Ingelmos
San García de Ingelmos ist ein Ort und eine zentralspanische Gemeinde (municipio) mit 66 Einwohnern (Stand: 2024) in der Provinz Ávila in der Autonomen Region Kastilien-León. 

## Lage
San García de Ingelmos befindet sich in den nördlichen Ausläufern der Sierra de Gredos gut 37 Kilometer westnordwestlich von Ávila in einer Höhe von 1065 m. Das Klima im Winter ist kühl, im Sommer dagegen trotz der Höhenlage durchaus warm; der Regen (ca. 570 mm/Jahr) fällt – mit Ausnahme der nahezu regenlosen Sommermonate – verteilt übers ganze Jahr.

## Bevölkerungsentwicklung
| Jahr      | 1970 | 1981 | 1991 | 2001 | 2011 | 2021 |
| Einwohner | 503  | 281  | 215  | 147  | 102  | 71   |

## Sehenswürdigkeiten

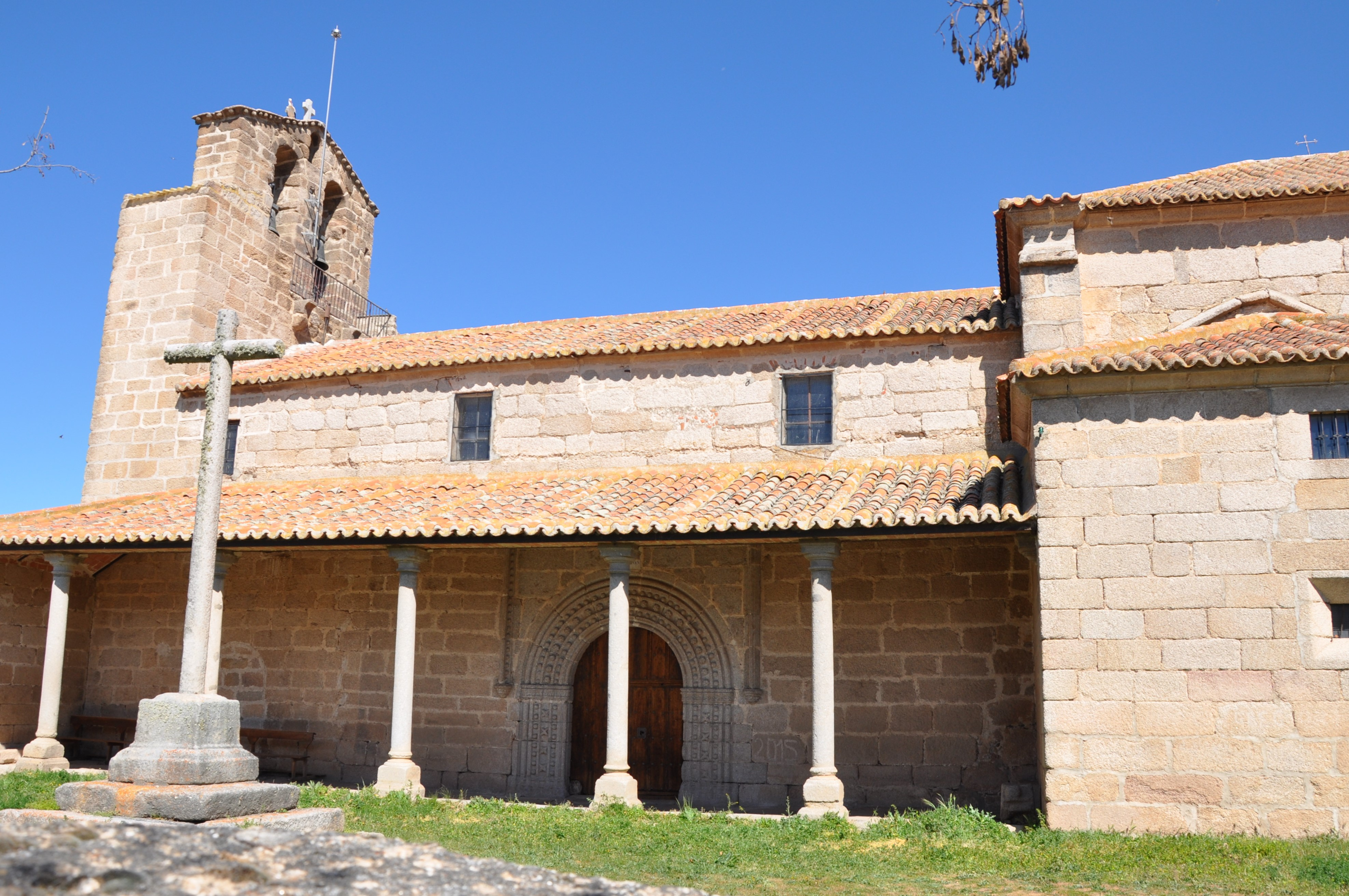
Fabianus-und-Sebastianus-Kirche
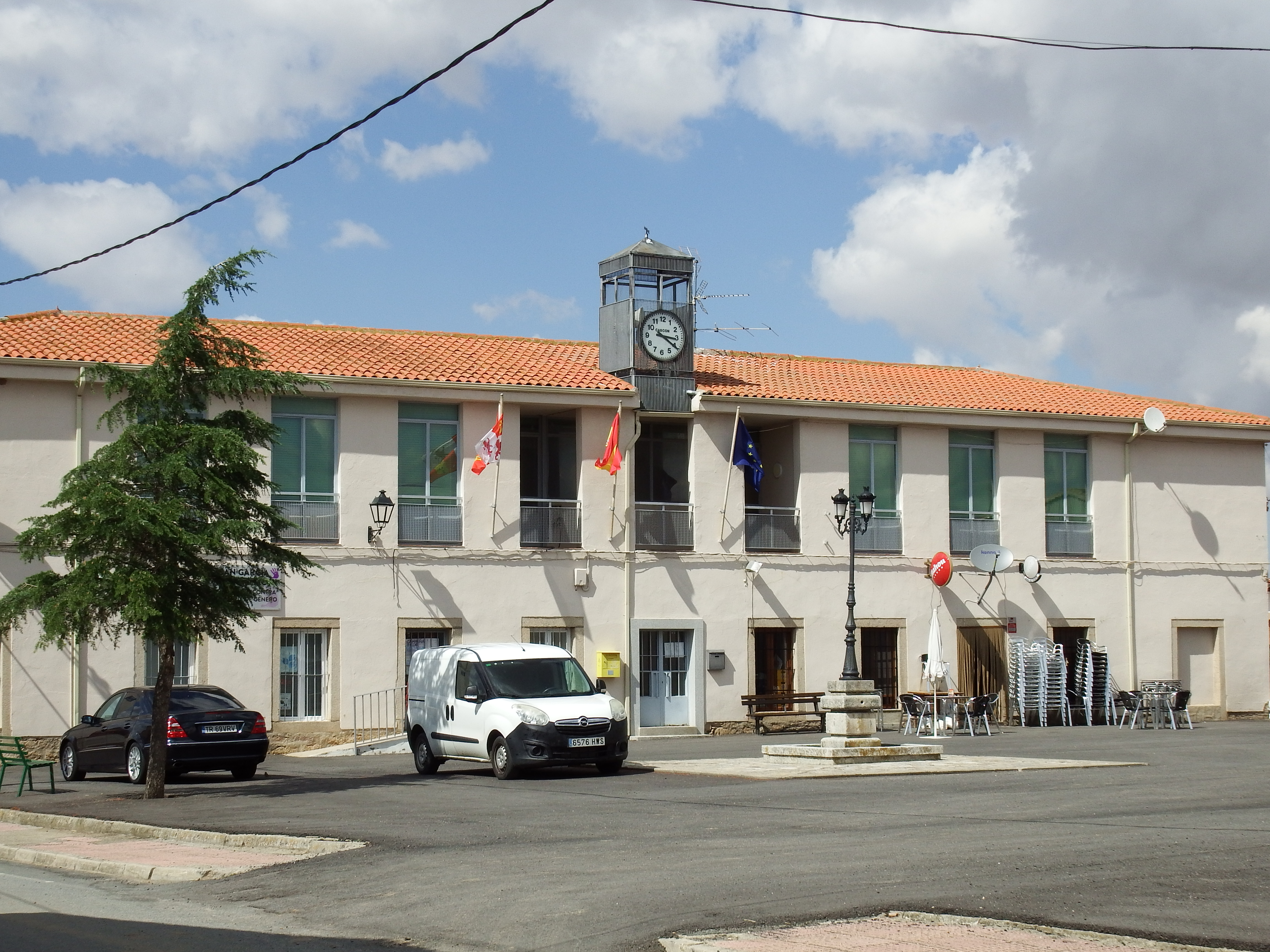
Rathaus

- Fabianus-und-Sebastianus-Kirche
- Rathaus